# Gens Emilia

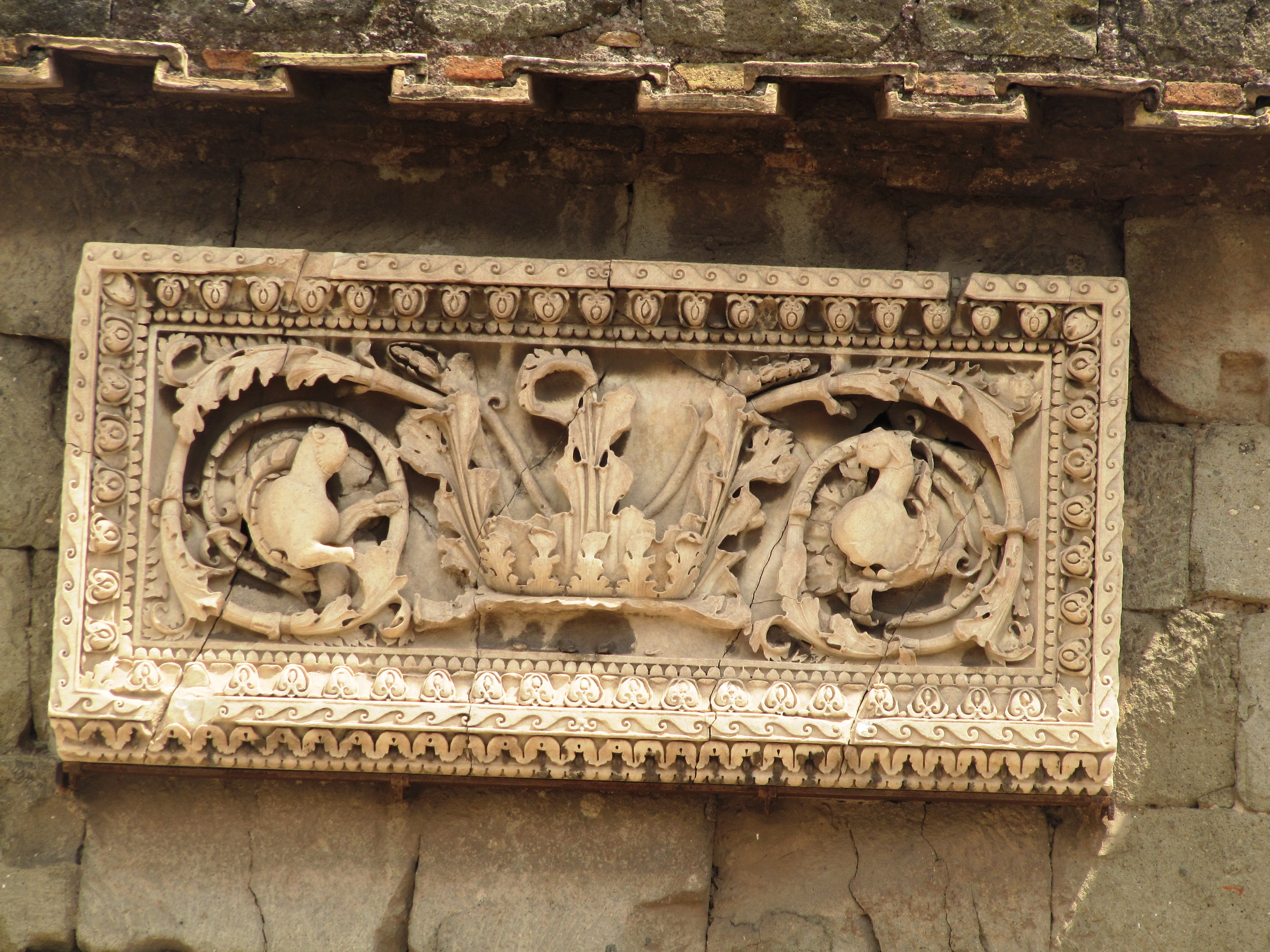
Basílica Emilia en Roma

La gens Emilia (en latín, gens Aemilia) fue un conjunto de familias de la Antigua Roma que compartían el nomen Emilio. Los representantes republicanos fueron en su mayoría patricios y aparecen por primera vez en los fastos en la República temprana cuando los Emilios Mamercinos ocuparon las más altas magistraturas del Estado. En tiempos históricos, se dividieron en varias ramas de las que las más destacadas fueron los Emilios Paulos y los Emilios Lépidos. En época imperial solo estos últimos, junto con los Emilios Escauros, están registrados en las listas consulares. Otros Emilios sin conexiones familiares republicanas accedieron durante los siglos II y III al consulado y otros cargos de responsabilidad. El emperador Emiliano pudo haber pertenecido a esta gens. Su nombre se relaciona con dos grandes calzadas, la Vía Emilia y la Vía Emilia Escaura, una región administrativa de Italia y la basílica Emilia de Roma.
Junto con otras gentes, las ramas patricias de los Emilios formaban un grupo aristocrático dentro del patriciado llamado gentes maiores. En la actualidad se dispone de un gran número de elementos arqueológicos relacionados con dicha gens.

## Origen
Se contaban varias historias sobre la fundación de los Emilios. La más familiar fue que su antepasado, Mamerco, era hijo de Numa Pompilio, quien también se pretendía que fuese un antepasado de las familias Pompilia, Pomponia, Calpurnia y Pinaria. Se dice que este Mamerco recibió el nombre de Emilio debido a lo persuasivo de su lenguaje (δι αιμυλιαν λογου), aunque tal derivación es ciertamente una falsa etimología. Este Mamerco es representado por algunos como el hijo de Pitágoras, quien a veces se decía que había enseñado a Numa. Sin embargo, como Tito Livio observó, esto no era posible, pues Pitágoras nació más de un siglo después de la muerte de Numa, y aún vivía en los primeros días de la República. Otras tradiciones remontaban el origen de los Emilios a un epónimo llamado Emilo, hijo de Ascanio y hermano de Julo, y una versión tardía derivaba el nombre de Amulio, rey de Alba Longa, y los emparentaba con Asáraco, el hijo de Tros.
Sean o no verdad alguno de estos relatos, parece bastante claro que los Emilio eran probablemente de origen sabino. El praenomen Mamerco deriva de Mamers, un dios venerado por los sabelios del centro y sur de Italia, y usualmente identificado con Marte. Aunque usualmente incluido en las listas de los praenomina regularmente usados en Roma, y por lo tanto considerado latino, los Emilio y los Pinario fueron las únicas familias patricias que usaron el nombre.

## Praenomina
Los Emilio usaron regularmente los praenomina Mamerco (Mamercus), Lucio (Lucius), Manio (Manius), Marco (Marcus) y Quinto (Quintus). Los Emilio Mamercino también usaron Tiberio (Tiberius) y Cayo o Gayo (Caius o Gaius), mientras que los Emilio Lépido, que tenían una querencia particular por nombres raros e infrecuentes, usaron Paulo (Paullus), presumiblemente con referencia a la familia de los Emilio Paulo, que se había extinguido cerca de un siglo antes. Las hijas de los Emilio usaban los praenomina ordinales Prima, Segunda (Secunda) y Tercia (Tertia), aunque éstos son frecuentemente tratados como cognomina.

## Ramas ycognomina
Las más antiguas estirpes de los Emilio usaron Mamerco (Mamercus) y su diminutivo, Mamercino (Mamercinus) como un cognomen.  Esta familia floreció desde el primer período de la época de las guerras samnitas. Varias otras ramas principales, incluyendo los Papos, Bárbulas, Paulos y Lépidos (Papi, Barbulae, Paulli y Lepidi), datan de esta época, y pueden haber descendido de los Mamercinos. Los Emilio Paulo se extinguieron con la muerte de Lucio Emilio Paulo, el conquistador de Macedonia, en el año 160 a. C. Sus hijos, aunque crecidos, fueron adoptados por las familias de los Fabio Máximo y los Cornelio Escipión.
La familia de los Emilio Lépido destacó a comienzos del siglo III a. C., y desde entonces hasta la época imperial fue una de las más distinguidas del estado. En el siglo I a. C. recuperaron varios nombres antiguos, incluyendo los praenomina Mamerco y Paulo, y los cognomina Paulo y Régilo. Los Emilio Escauro florecieron desde el comienzo del siglo II a. C. hasta principios del siglo I d. C. Los cognomina Buca y Régilo aparentemente pertenecieron a familias de corta existencia. En la época imperial se encuentran otros apellidos.